# 上国
上国（じょうこく、じょうごく）とは、律令国の等級区分の一つである。

## 概要
中央集権的な統治制度である律令制が布かれた時代にほぼ定められた。朝廷は中央集権体制を確立するために地方行政区画を行い、政治力・経済力や土地面積・人口などの国力により地方諸国を四等級に分けた。
上国は上から二番目の位の国である。ただし、等級区分の基準はつまびらかではない。なお、国の等級区分の違いによって国司の官位等級にも差がつけられた。

## 延喜式による上国の一覧
延喜式によれば、上国に分類される国は35ヶ国ある。
- 山城国
- 摂津国
- 尾張国
- 三河国
- 遠江国
- 駿河国
- 甲斐国

- 相模国
- 美濃国
- 信濃国
- 下野国
- 出羽国
- 加賀国
- 越中国

- 越後国
- 丹波国
- 但馬国
- 因幡国
- 伯耆国
- 出雲国
- 美作国

- 備前国
- 備中国
- 備後国
- 安芸国
- 周防国
- 紀伊国
- 阿波国

- 讃岐国
- 伊予国
- 豊前国
- 豊後国
- 筑前国
- 筑後国
- 肥前国